# Fraiture (Tinlot)
Fraiture is een plaats en deelgemeente van de Belgische gemeente Tinlot.
Fraiture ligt in de provincie Luik en was tot 1 januari 1977 een zelfstandige gemeente.
In Fraiture-en-Condroz ligt een campus van het academisch ziekenhuis Centre Hospitalier Universitaire de Liège verbonden aan de Université de Liège waar 120 bedden zijn erkend en zo'n 250 personeelsleden tewerkgesteld zijn. De afdeling behandelt en verzorgt patiënten die lijden aan multiple sclerose.

## Demografische ontwikkeling
- Bronnen:NIS, Opm:1831 tot en met 1970=volkstellingen, 1976= inwoneraantal op 31 december

## Galerie

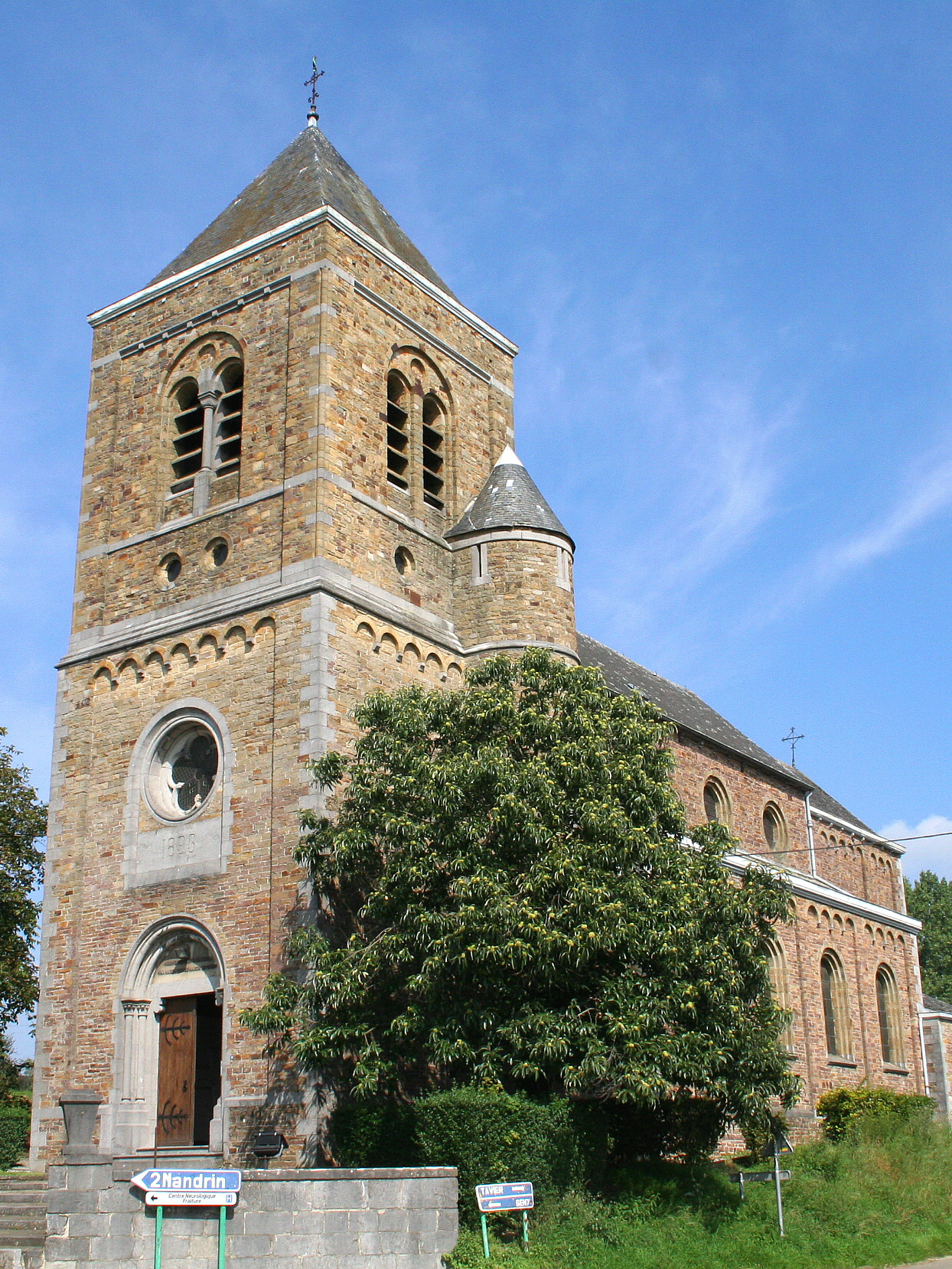
Kerk van Fraiture
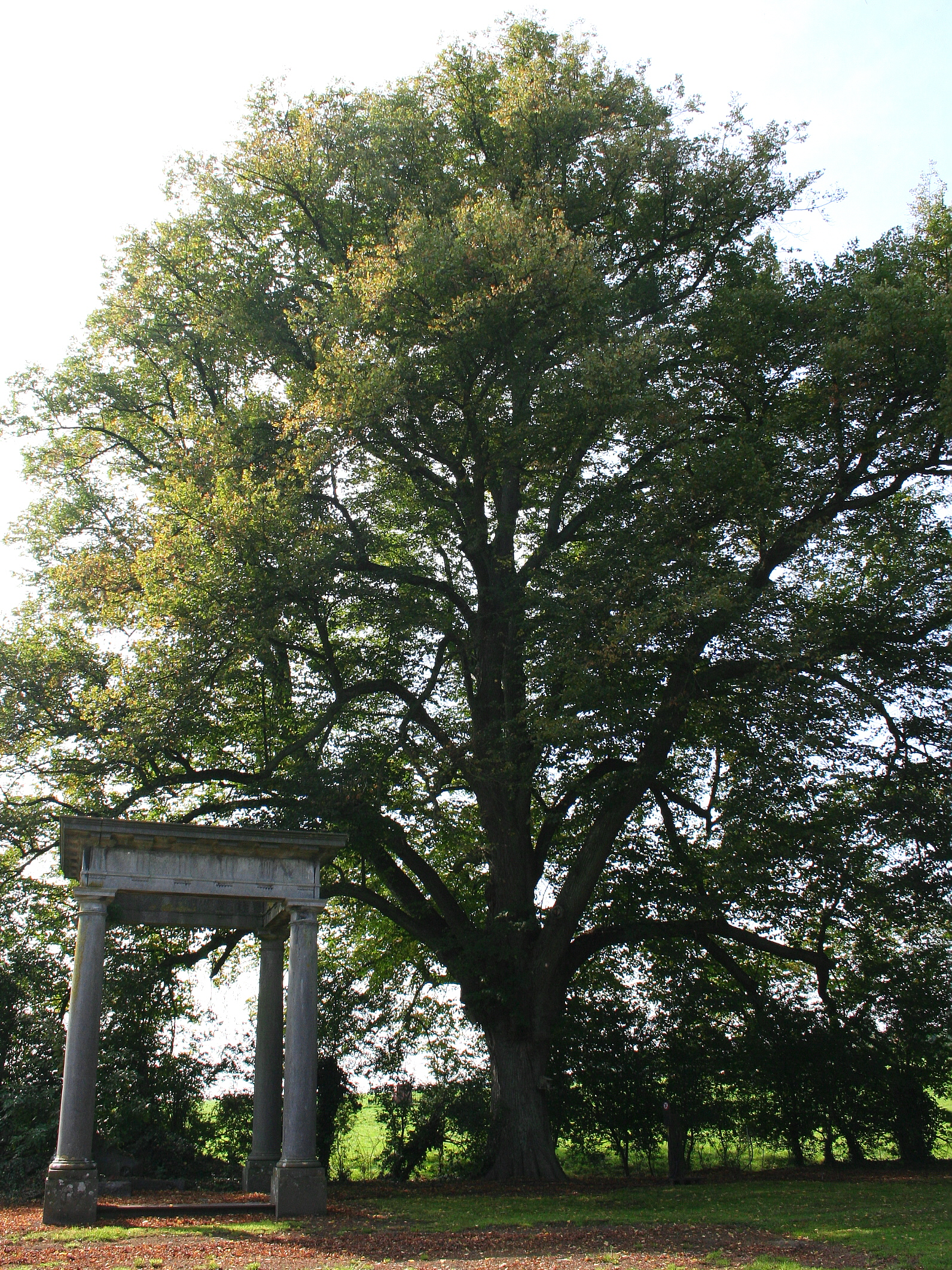
Park van een gesloopt kasteel
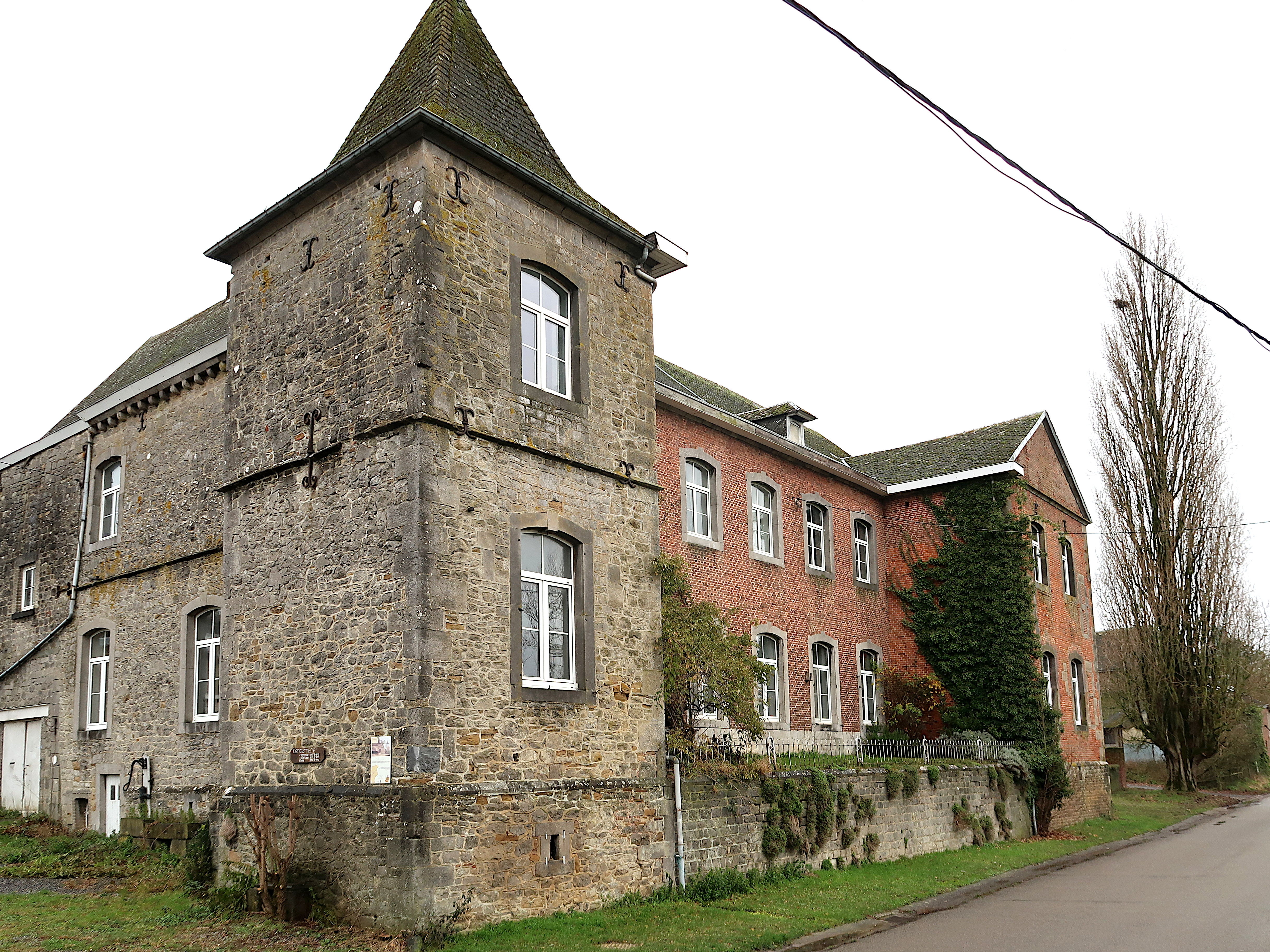
Kasteel "De Gendarmerie"
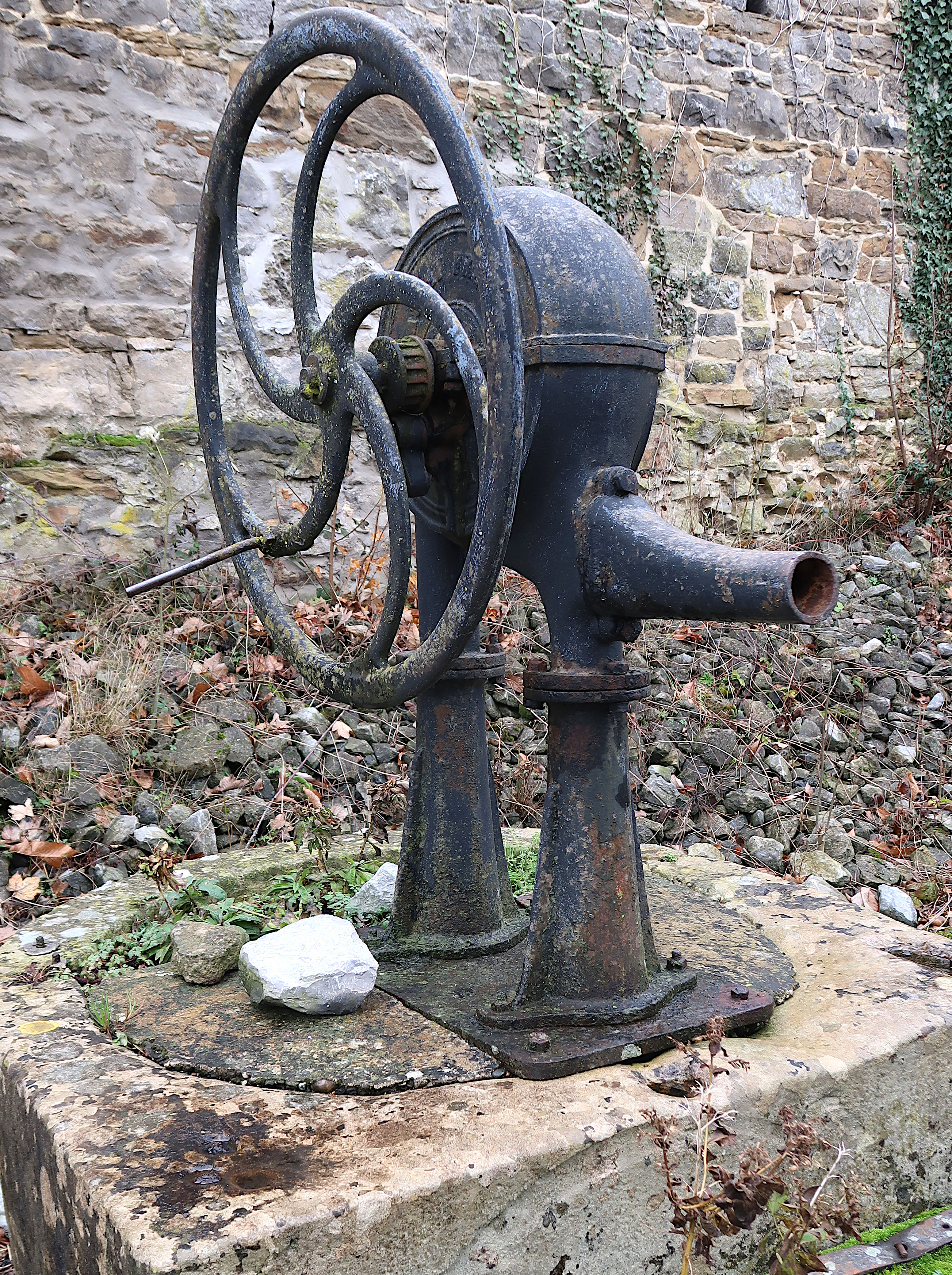
Kettingpomp tegenover de kerk